# استفانو لوکاتلی
استفانو لوکاتلی (ایتالیایی: Stefano Locatelli؛ زادهٔ ۲۶ فوریهٔ ۱۹۸۹) دوچرخه‌سوار اهل ایتالیا است. وی در مسابقات جیرو دیتالیا شرکت کرده است.